# 드류 피터슨
드류 피터슨(Drew Peterson, 본명: Drew B. Peterson, 1999년 11월 9일 ~ )은 NBA G 리그의 메인 셀틱스와 쌍방 계약을 맺은 NBA(전미 농구 협회)의 보스턴 셀틱스의 미국 프로 농구 선수이다. 라이스 올스와 USC 트로잔스에서 대학 농구를 했다.

## 프로 경력
- 수폴스 스카이포스(2023)
- 보스턴 셀틱스 / 메인 셀틱스 (2023~현재)